# John Trevorrow
Pour les articles homonymes, voir Trevorrow.
John Trevorrow, né le 18 mai 1949 à Melbourne, est un ancien coureur cycliste australien, professionnel de 1978 à 1981 puis de 1983 à 1987. Son frère Ross fut également pro. Il est aujourd'hui l'organisateur de la Bay Cycling Classic. 

## Palmarès sur route
- 1970
  -  Médaillé de bronze de la course en ligne aux Jeux du Commonwealth britannique
- 1975
  - Herald Sun Tour
- 1976
  - 2e de la Melbourne to Warrnambool Classic
- 1977
  - Herald Sun Tour
- 1978
  -  Champion d'Australie sur route
- 1979
  -  Champion d'Australie sur route
  - Herald Sun Tour :
    - Classement général
    - 1rea, 7eb (contre-la-montre) et 8ea étapes

  - The Examiner Tour of the North
- 1980
  -  Champion d'Australie sur route
  - 6eb étape du National Party Tour
  - 4eb étape du Herald Sun Tour
- 1981
  - 1rea étape du Herald Sun Tour
  - 2e du championnat d'Australie sur route

## Résultats sur les grands tours

### Tour d'Italie
- 1981 : 81e

## Palmarès sur piste

### Six jours
- Six jours de Melbourne : 1981 (avec Paul Medhurst)